# Пущиково
Пущико́во (пол. Puszczykowo) — місто в західній Польщі.

## Історія
Перша згадка про місто датується 1387 роком. 1856 року біля Пущиково проклали залізницю напямку Познань – Вроцлав . Найактивніше забудова міста йшла з кінця 1960-х до початку 1980-х років. У 1970-ті в місті збудували шпиталь для працівників залізниці. 1998 біля Пущикова проклали нову трасу.

## Сьогодення
Пущиково є окремою гміною Познаньського повіту . Розташоване у 12 км. від Познані. У місті працюють дві початкові школи, три гімназії, костьол , музей, санаторій, спортивний комплекс. Місто має свою футбольну команду та тенісний центр. На тенісних кортах Пущиково тренується відома німецька тенісистка Анґелік Кербер , яка оселилась у цьому місті.

## Демографія
Демографічна структура станом на 31 березня 2011 року:
|          | Загалом | Допрацездатний вік | Працездатний вік | Постпрацездатний вік |
| -------- | ------- | ------------------ | ---------------- | -------------------- |
| Чоловіки | 4582    | 892                | 3207             | 483                  |
| Жінки    | 5174    | 871                | 3113             | 1190                 |
| Разом    | 9756    | 1763               | 6320             | 1673                 |